# Varcia ksstneri
Varcia ksstneri är en insektsart som beskrevs av Schmidt 1930. Varcia ksstneri ingår i släktet Varcia och familjen Nogodinidae. Inga underarter finns listade i Catalogue of Life.